# مناورات رعد الشمال
مناورات رعد الشمال أو (بالإنجليزية: North Thunder) هي مناورات عسكرية مشتركة تقام على أرض المملكة العربية السعودية بين 20 دولة هي كل من السعودية، مصر، تركيا، باكستان، ماليزيا، السودان، الإمارات، الكويت، البحرين، قطر، عمان، الأردن، تونس، المغرب، موريتانيا، جيبوتي، السنغال، تشاد، جزر القمر، المالديف.

## هدف المناورات
تهدف المناورات إلى رفع معدلات الكفاءة الفنية والقتالية للعناصر القتالية المشاركة، وتنفيذ مخطط التحميل والنقل الاستراتيجي للقوات من مناطق تمركزها إلى موانئ التحميل والوصول، بما يحقق النقاط والأهداف التدريبية المرجو الوصول إليها، وصولاً إلى أعلى معدلات الكفاءة والاستعداد القتالي لتنفيذ مهمات مشتركة بين قوات الدول المشاركة لمواجهة المخاطر والتحديات التي تستهدف أمن واستقرار المنطقة.

## المناورات المنفذة
تم التخطيط لأول مناورات رعد الشمال لكي تبدأ في 18 جمادى الأولى 1437هـ الموافق لـ 26 فبراير 2016 م ولمدة أسبوعين بمدينة الملك خالد العسكرية بمحافظة حفر الباطن شمال شرق السعودية، وذلك بمشاركة عدة فروع عسكرية هي سلاح المدفعية، والدبابات، والمشاة، ومنظومات الدفاع الجوي، والقوات البحرية. ويشارك في المناورة 20 ألف دبابة، 2540 طائرة مقاتلة، 460 طائرة مروحية، مئات السفن، 350 ألف جندي.

## إختتام المناورات
في يوم 2 جمادى الثانية 1437هـ الموافق لـ 11 مارس 2016 تم اختتام «مناورات رعد الشمال» بعرض عسكري وحضور عربي وإسلامي .